# 二場公人
二場 公人（ふたば きみと、1957年〈昭和32年〉1月19日 - ）は、日本の政治家。元福岡県田川市長（2期）。元田川市議会議員（2期）。

## 来歴
福岡県田川市出身。福岡県立田川高等学校卒業。1979年（昭和54年）3月、青山学院大学経済学部卒業。
企業の取締役や九州環境企業組合の専務理事などを経たのち、2007年（平成19年）4月22日の田川市議会議員選挙に出馬し初当選。2011年（平成23年）の市議選で2選。このときトップ当選を果たす。
2015年（平成27年）4月26日に行われた田川市長選挙（第18回統一地方選挙）に、自由民主党・公明党・自治労県本部の推薦を得て無所属で出馬。現職の伊藤信勝市長、元市議の金子和智、元市議の笹山良孝ら3候補を相手に戦い初当選した。次点の伊藤とは63票差であった。4月30日、市長就任。選挙の結果は以下のとおり。
※当日有権者数：39,962人 最終投票率：73.17%（前回比：-1.09pts）
| 候補者名 | 年齢 | 所属党派 | 新旧別 | 得票数   | 得票率 | 推薦・支持                 |
| -------- | ---- | -------- | ------ | -------- | ------ | -------------------------- |
| 二場公人 | 58   | 無所属   | 新     | 11,547票 | 40.15% | （推薦）自由民主党・公明党 |
| 伊藤信勝 | 69   | 無所属   | 現     | 11,484票 | 39.93% |                            |
| 金子和智 | 44   | 無所属   | 新     | 4,073票  | 14.16% |                            |
| 笹山良孝 | 62   | 無所属   | 新     | 1,657票  | 5.76%  |                            |

2019年（平成31年）の市長選（第19回統一地方選挙）で、元市議の高瀬春美を破り再選。
※当日有権者数：39,209人 最終投票率：67.15%（前回比：－6.02pts）
| 候補者名 | 年齢 | 所属党派 | 新旧別 | 得票数   | 得票率 | 推薦・支持                             |
| -------- | ---- | -------- | ------ | -------- | ------ | -------------------------------------- |
| 二場公人 | 62   | 無所属   | 現     | 13,770票 | 53.64% | （推薦）自由民主党・公明党・国民民主党 |
| 高瀬春美 | 70   | 無所属   | 新     | 11,902票 | 46.36% |                                        |

2023年（令和5年）の市長選（第20回統一地方選挙）で、元市議の村上卓哉に敗れ落選した。選挙期間中、田川市も含まれる福岡11区選出の武田良太元総務大臣や、周辺自治体の首長が応援に駆け付け組織戦を展開した。また、二場は自身への批判を「誹謗中傷」「偏向報道」と主張した。
※当日有権者数：37,341人 最終投票率：63.85%（前回比：3.3pts）
| 候補者名 | 年齢 | 所属党派 | 新旧別 | 得票数   | 得票率 | 推薦・支持                 |
| -------- | ---- | -------- | ------ | -------- | ------ | -------------------------- |
| 村上卓哉 | 52   | 無所属   | 新     | 13,172票 | 57.55% |                            |
| 二場公人 | 66   | 無所属   | 現     | 9,715票  | 42.45% | （推薦）自由民主党・公明党 |

## 親族
田川市に隣接する田川郡大任町の町長で、田川郡東部環境衛生施設組合・田川地区広域環境衛生施設組合の組合長でもある永原譲二は義兄。永原は二場について、「たとえ私が何かを頼んでも、一切聞き入れるような市長ではない」と述べていたが、田川市議会で大任町に建設されるごみ処理施設について議論する委員会では、当時市長だった二場の後ろで傍聴する姿が確認されている。
次男は立教大学野球部主将をつとめた、現在朝日新聞社勤務の二場鉄平である。